# Guido Crepax
Guido Crepax (właściwie Guido Crepas, ur. 15 lipca 1933 w Mediolanie, zm. 31 lipca 2003 tamże) – włoski autor komiksów oraz ilustracji do książek. Największą sławę zyskał dzięki tworzeniu wyrafinowanych komiksów z pogranicza erotyki i pornografii. Najbardziej znaną postacią stworzą przez niego była Valentina, bohaterka wielokrotnie goszcząca na kartach jego historii obrazkowych, do najsławniejszych opowieści z tą postacią należy pozbawiona dialogów Lanterna Magica z 1979 roku. Bohaterka doczekała się także swojego filmowego ekwiwalentu w filmie Baba Yaga (1973), odegrała ją aktorka Isabelle De Funes. W latach 1988–1989 powstało 13 odcinków serialu Valentina, w roli tytułowej wstąpiła Demetra Hampton. Cenione są także jego komiksowe adaptacje skandalizujących książek min. markiza de Sade'a.

## Publikacje

### Komiksy z Valentiną
- Valentina (1968), Milano Libri
- Valentina speciale (1969), Milano Libri
- Valentina con gli stivali (1970), Milano Libri
- Baba Yaga (1971), Milano Libri
- Ciao Valentina! (1972), Milano Libri
- Valentina nella stufa (1973), Milano Libri
- Diario di Valentina (1975), Milano Libri
- A proposito di Valentina (1975), Quadragono Libri, wydanie Francesco Casetti
- Valentina in giallo (1976), Milano Libri
- Valentina assassina (1977), Milano Libri
- Ritratto di Valentina (1979), Milano Libri
- Riflesso di Valentina (1979), Arnoldo Mondadori
- Lanterna Magica (1979), Edizioni d'arte Angolare
- Valentina pirata (1980), Milano Libri, w kolorze
- Valentina sola (1981), Milano Libri, w kolorze
- Valentina, storia di una storia (1982), Olympia Press
- Per amore di Valentina (1983), Milano Libri
- Io Valentina, la vita e le opere (1985), Milano Libri
- Nessuno (1990), Milano Libri
- Valentina e le altre (1991), Mondadori, collana Oscar
- Valentina, la gazza ladra (1992), Rizzoli-Milano Libri
- Valentina a Venezia (1992)
- E Valentina va... (1994), Rizzoli-Milano Libri
- Valentina (1995), Fiction inc. Tokyo
- Al diavolo, Valentina (1996)
- In arte... Valentina (2001), Lizard Edizioni
- Valentina (2003), Panini Comics

### Komiksy z innymi bohaterkami
- La casa matta (Bianca, 1969), Edip
- Anita, una storia possibile (1972), Persona/Ennio Ciscato Editore
- Histoire d'O (1975), Franco Maria Ricci Editore, na podstawi książki Historia O autorstwa Pauline Réage
- Emmanuelle (1978), Olympia Press, na podstawie książki Emmanuelle Arsan
- Justine (1979), Olympia Press, na podstawie książki Justyna czyli nieszczęścia cnoty autorstwa markiza de Sade'a
- Hello, Anita! (1980), L'isola trovata, w kolorze
- Belinda 1 & 2 (1983), Editori del Grifo
- I viaggi di Bianca (1984), Milano Libri, inspirowany Podróżami Guliwera autorstwa Jonathana Swifta.
- Venere in pelliccia (1984), Olympia Press, inspirowany opowieścią Leopolda von Sacher-Masoch'ego pt. Wenus w futrze.
- Bianca 2. Odesseda (1987), Editori del Grifo
- Emmanuelle l'antivergine (1990), Rizzoli
- Eroine alla fine: Salomé (2000), Lizard Edizioni
- Crepax 60|70 (Belinda, oraz Valentina 2003), Fiction inc. Tokyo

### Inne komiksy
- L'astronave pirata (1968), Rizzoli
- Il dottor Jekill (1972), Persona/Ennio Ciscato Editore
- Circuito interno (1977), Edizioni Tempo Medico
- Casanova (1977), Franco Maria Ricci Editore
- L'uomo di Pskov (1977), CEPIM (Sergio Bonelli Editore), w kolorze
- L'uomo di Harlem (1979), CEPIM (Sergio Bonelli Editore)
- La calata di Macsimiliano XXXVI (1984), Editori del Grifo
- Conte Dracula (1987), Rizzoli-Milano Libri, na podstawie książki Dracula autorstwa Brama Stokera
- Dr. Jekyll e Mr.Hide (1987), Rizzoli-Milano Libri, na podstawie noweli Roberta Louisa Stevensona pt. Doktor Jekyll i pan Hyde
- Giro di vite (1989), Olympia Press, na podstawie powieści W kleszczach lęku autorstwa Henry'ego Jamesa
- Nessuno (1990), Milano Libri
- Le clinicommedie (1990), Editiemme
- Il processo di Franz Kafka (1999), Piemme, na podstawie powieści pt. Proces autorstwa Franza Kafki
- Justine oraz The Story of O (2000), powieść graficzna na podstawie prac markiza de Sade'a oraz Anne Desclos
- Frankenstein (2002), Grifo Edizioni, na podstawi książki Mary Shelley

### Polskie wydania komiksów
- Justyna. Historia O (tytuł oryginalny: Histoire d'O + Justine) wydawnictwo: Mireki; tłumaczenie: Mateusz Fabjanowski 8/2007
- Emmanuelle. Bianca (tytuł oryginalny: Emmanuelle + Bianca) wydawnictwo: Mireki; tłumaczenie: Mateusz Fabjanowski 6/2009.